# Accesorio

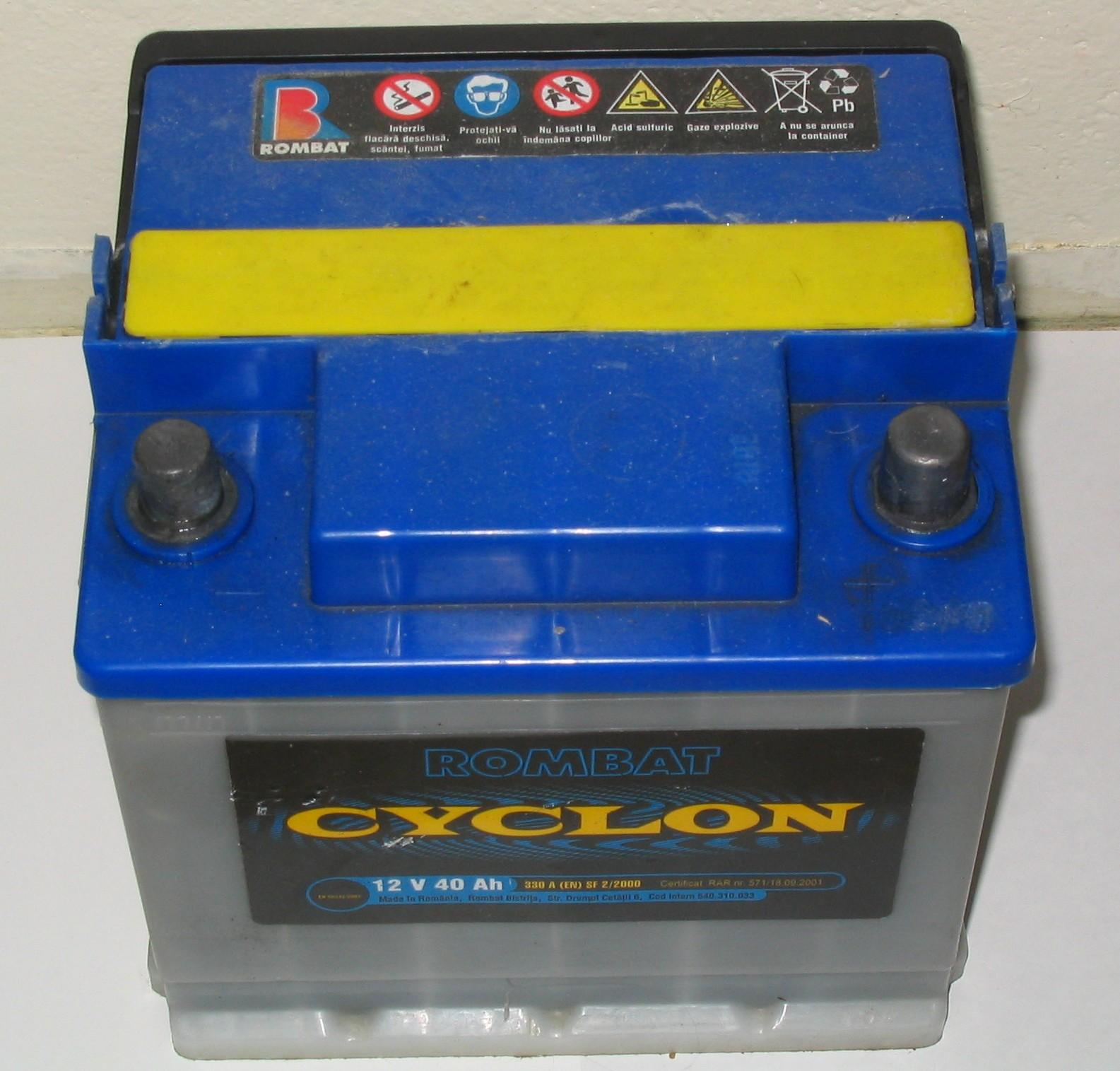
Batería eléctrica, un accesorio para los automóviles.

Se suele llamar  accesorio a todo aquel elemento que forma parte de un sistema o de una máquina, una vez definida esta como producto o subproducto básico. Sirve para que la misma ejecute o no la función para la que se prepara. También se define como aquel complemento de un sistema predeterminado (tienen que ser compatibles) y necesario para realizar funciones ejecutadas por medio de la conexión de sistema como accesorio.
Dichos accesorios se pueden manipular con una conexión electrónica, mecánica, etc.. y para que estos cumplan mutuamente con la función vital dentro del sistema.
Un caso típico es el del tractor con sus aperos agrícolas, que lo complementan para realizar las diferentes operaciones en las labores agrícolas.

## Otros accesorios
También son accesorios los elementos necesarios en cada etapa de la vida humana y las piezas adicionales de la ropa o de las prendas básicas del vestuario.

## Fuente
- Varios autores (1957). Diccionario enciclopédico abreviado. Madrid: Espasa Calpe.

- Datos: Q5656067